# Віброгрохот

Плоский вібраційний грохот важкого типу (рис.) зі зрошенням є найпростішою вібраційною промивною машиною.
Віброгрохоти застосовують при промивці легкопромивних матеріалів, в основному для відділення пилуватих і мулистих частинок і супісків. Диспергування і відділення шламів відбувається під дією вібрацій і води, що подається на бризкала під тиском 0,15—0,20 МПа. Ефективність промивки на віброгрохотах становить 75—85 % при витратах води 2—4 м³ на 1 м³ матеріалу.